# J.T. Tiller
J.T. Tiller (Marietta, 11 maggio 1988) è un ex cestista statunitense.